# 体言・用言
体言（たいげん）と用言（ようげん）は、日本語や朝鮮語の品詞に関する文法用語。体言は「自立語で、活用がなく、主語となる語」つまり名詞を主に指す。用言は「自立語で、活用があり、述語や連体修飾語となる語」つまり動詞・形容詞・形容動詞を主に指す。

## 日本語

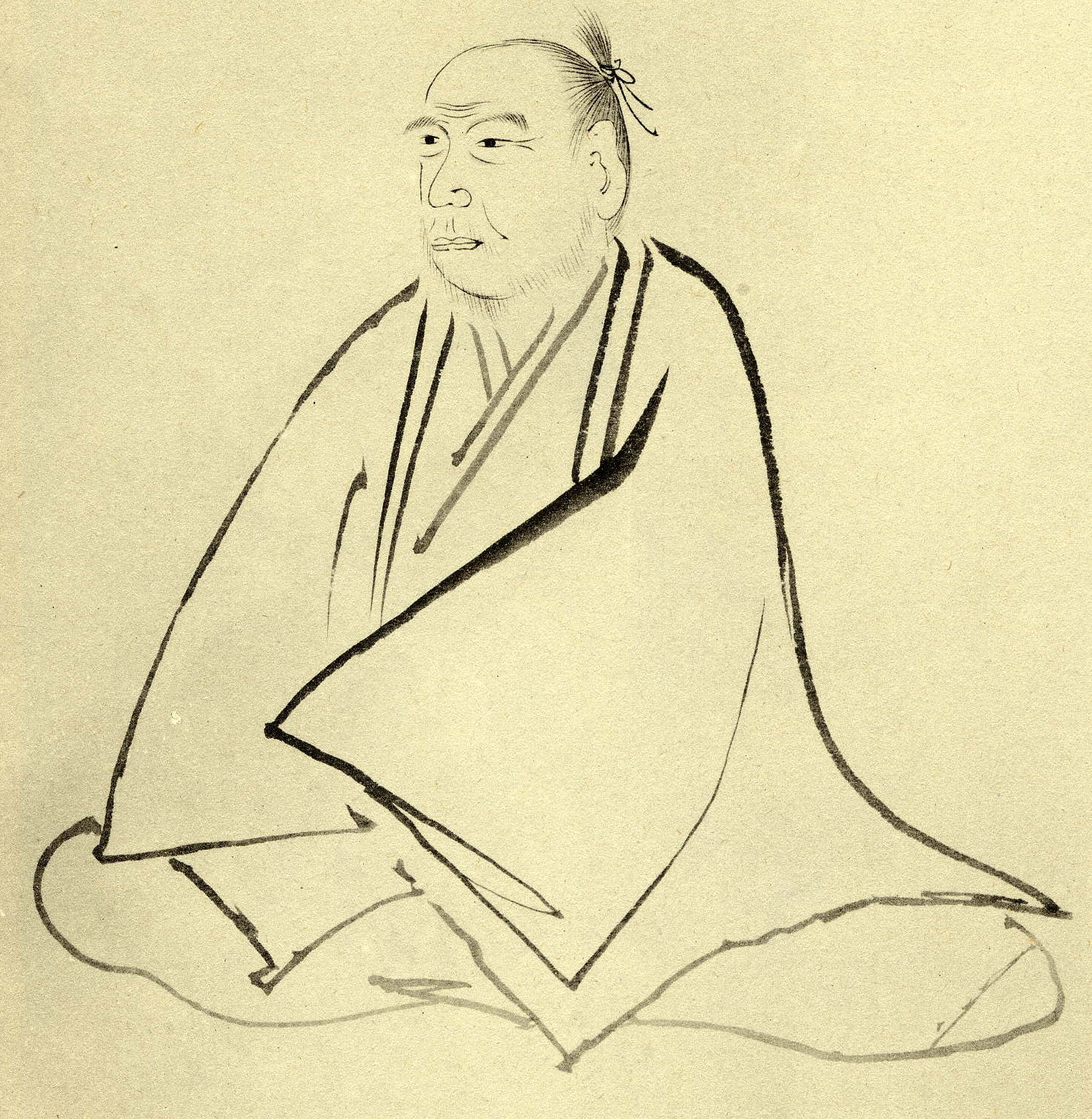
賀茂真淵
「体言・用言」を論じた初期の人物の一人。

日本語学史においては、江戸時代の国学から使われており、賀茂真淵『語意考』、契沖『和字正濫鈔』、本居春庭『詞八衢』、鈴木朖『言語四種論』、東条義門『玉緒繰分』、幕末の権田直助『語学自在』などで使われている。そもそも「体・用」は中国哲学の伝統的な対概念であり、仏教や宋学、詩学書の『詩人玉屑』、二条良基『連理秘抄』などの連歌論で使われたものが、国学に伝わったと推定される。
近代以降は学校文法を含め、現代日本語の文法理論において広く使われている。
体言は、名詞との関係が文法理論によって異なる。通説になっているのは、体言は名詞（数詞・代名詞含む）であるとする橋本文法の説である。山田文法における体言は、実在する概念を指すものとされ、名詞にあたる「実質体言」と数詞・代名詞にあたる「形式体言」とに分けられる。時枝文法における体言は、「詞と辞」のうち語形変化しない詞とされ、名詞のほか形容詞・形容動詞の語幹や接頭辞なども含まれる。
用言は、文法理論によって形容動詞を含まない場合や助動詞を含む場合がある。

## 朝鮮語
日本語と同様に、朝鮮語学・朝鮮語文法でも「体言」（チェオン、체언）と「用言」（ヨンオン、용언）が使われている。ただし、漢字語と同義の固有語の「イムジャシ」（임자씨、体言）と「プリシ」（풀이씨、用言）も多く用いられる。